# Highway (montenegrinische Band)

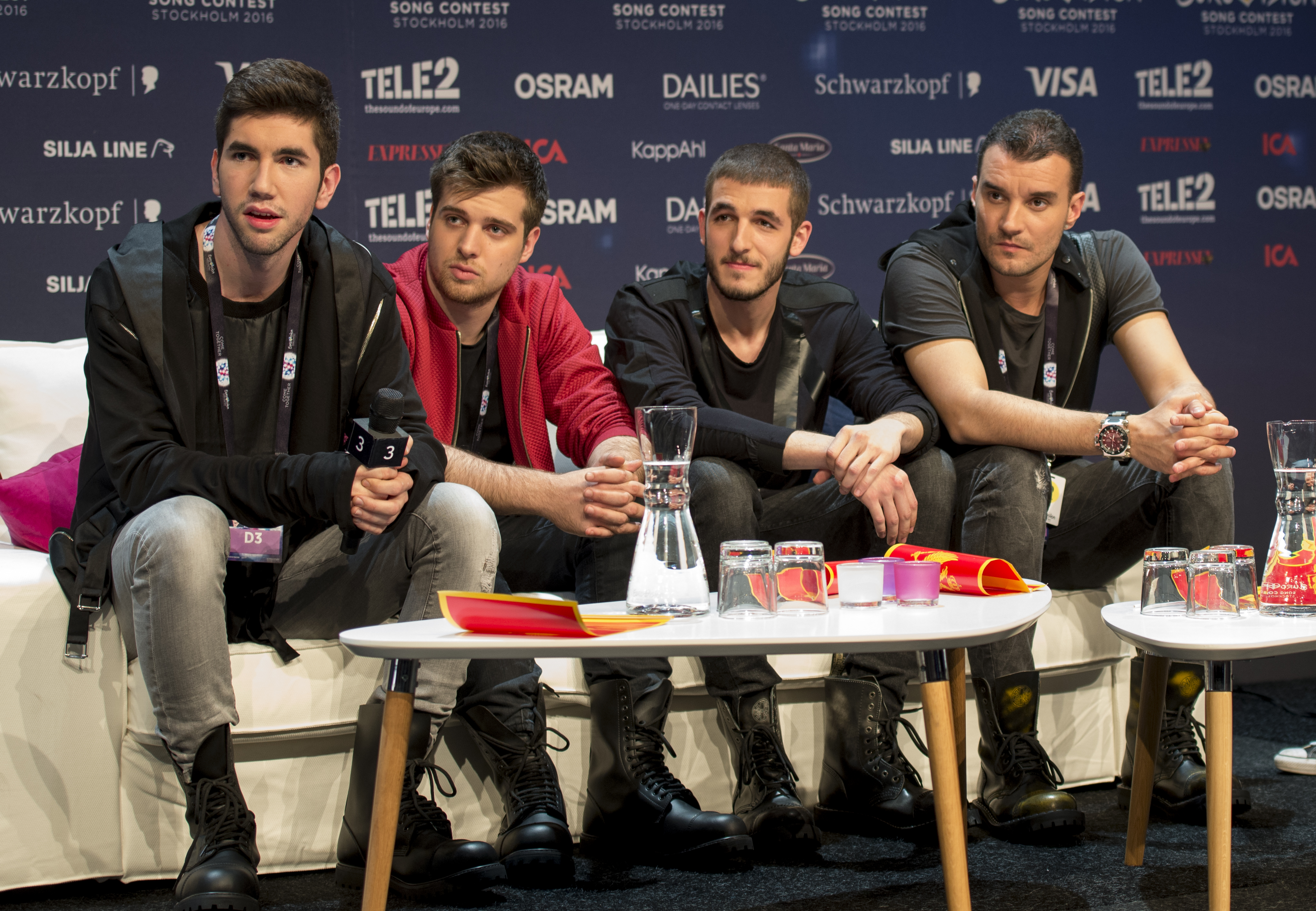
Highway, 2016

Highway ist eine montenegrinische Band.

## Hintergrund
Die Mitglieder Peter Tošić, Marko Pešić, Bojan Jovović und Luka Vojvodić wurden durch die Teilnahme an der Castingshow X-Factor Adria bekannt, wo sie den vierten Platz belegten. 2015 nahm die Gruppe außerdem mit ihrem Titel Bar na kratko am Festival Sunčane Skale in Herceg Novi teil und erreichte dort den dritten Platz. Highway wurden durch eine interne Jury des Senders RTCG ausgewählt, das Land beim Eurovision Song Contest 2016 in Stockholm mit dem Lied The Real Thing im ersten Semifinale des ESC am 10. Mai 2016 zu vertreten. Sie konnten sich allerdings für das Finale des Wettbewerbs nicht qualifizieren.